# Ebersburg
Ebersburg är en kommun i Landkreis Fulda i Regierungsbezirk Kassel i förbundslandet Hessen i Tyskland. Kommunen bildades 31 december 1971 genom en sammanslagning av de tidigare kommunerna  Ebersberg, Ried, Schmalnau, Thalau och Weyhers.